# The Ugly Organ
The Ugly Organ es el cuarto álbum de estudio de la banda de indie rock estadounidense Cursive, lanzado en marzo del 2003. El álbum es el lanzamiento #51 de Saddle Creek Records. Fue lanzado en vinilo negro y verde translúcido de 180 gramos. En su promoción, fueron lanzados los sencillos "Art Is Hard" y "The Recluse".
El álbum fue relanzado el 24 de noviembre de 2014, como una edición de lujo remasterizada, que incluyó ocho bonustracks.

## Recepción crítica
El álbum fue un éxito crítico, con un 85% de Metascore, basado en 15 críticas que crearon Universal Acclaim. Entertainment Weekly dijo sobre el álbum: "Organ eleva el listón de Saddle Creek en términos de pura intensidad del rock psiquiátrico". Billboard lo llamó una "escucha desafiante, pero altamente gratificante". Rolling Stone se refirió a él como un "salto brillante hacia adelante".

## Listado de canciones
| N.º | Título                            | Duración |  |
| 1.  | «The Ugly Organist»               | 0:53     |  |
| 2.  | «Some Red-Handed Sleight of Hand» | 1:53     |  |
| 3.  | «Art Is Hard»                     | 2:46     |  |
| 4.  | «The Recluse»                     | 3:04     |  |
| 5.  | «Herald! Frankenstein»            | 0:47     |  |
| 6.  | «Butcher the Song»                | 3:31     |  |
| 7.  | «Driftwood: A Fairy Tale»         | 4:40     |  |
| 8.  | «A Gentleman Caller»              | 3:19     |  |
| 9.  | «Harold Weathervein»              | 2:59     |  |
| 10. | «Bloody Murderer»                 | 2:52     |  |
| 11. | «Sierra»                          | 3:25     |  |
| 12. | «Staying Alive»                   | 10:04    |  |

Bonustracks de la edición deluxe (2014)
| N.º | Título | Duración |  |
| 1.  | «Excerpts from Various Notes Strewn Around the Bedroom of April Connolly, Feb 24, 1997 [de 8 Teeth to Eat You]» | 04:04    |  |
| 2.  | «Am I Not Yours? [de 8 Teeth to Eat You]»                                                                       | 03:25    |  |
| 3.  | «Escape Artist [de 8 Teeth to Eat You]»                                                                         | 03:11    |  |
| 4.  | «May Flowers [de 8 Teeth to Eat You]»                                                                           | 03:34    |  |
| 5.  | «Sinner's Serenade [lado B del single "Art Is Hard"]»                                                           | 06:09    |  |
| 6.  | «Nonsense [de la compilación Saddle Creek 50]»                                                                  | 02:48    |  |
| 7.  | «Once [lado B del single "The Recluse"]»                                                                        | 02:03    |  |
| 8.  | «Adapt [lado B del single "The Recluse"]»                                                                       | 04:06    |  |

## Personal
| Cursive - Tim Kasher – voces, guitarras, órgano - Ted Stevens – guitarras, coros - Maginn Matt – bajo - Gretta Cohn – cello - Clint Schnase – batería, percusión Músicos adicionales - Acker Chris – trombón (tracks 3 y 8) - Jenny Lewis – coros (tracks 4, 10 y 11) - Mike Mogis – vibráfono (track 4), teclados (track 6), campanas (track 10), guitarra rítmica (track 12) Producción - AJ Mogis – ingeniero de sonido - Mike Mogis – producción, ingeniero de sonido - Tim Kasher – producción - Doug Van Sloun – masterización | El coro de "Staying Alive" - Clark Baechle - Todd Baechle - Julee Dunekacke - Rob Hawkins - Alisa Henzman - Renee Hoover Ledesma - Alex McManus - AJ Mogis - Conor Oberst - Sarah Wilson - Lexie Dougan - Katie Torresan |